# 约什·麦克伊克兰
祖舒亞·馬克·"祖舒"·麥伊治蘭（英語：Joshua Mark "Josh" McEachran，1993年3月1日—）是一名英格蘭職業職業足球員，司職中場，出身車路士青訓系統，目前效力牛津联。他曾為各級英格蘭國青隊出賽。

## 生平

### 早年
麥伊治蘭出生於英格蘭牛津，雙親均為蘇格蘭人。最初他為嘉頓城（Garden City F.C.）在「牛津郵政男童聯賽」（Oxford Mail Boys League）參加足球賽，因而被車路士的球探相中，以8歲之齡加入「藍軍」成為青訓學院球員，就讀於伍德斯托克的「萬寶路學校」（Marlborough School）的同時亦在車路士的青少隊逐步成長。

### 球會
麥伊治蘭仍然在學時已為車路士青年隊參賽，於2009/10年球季在17歲前獲提升進入預備隊，更兩回合累計3-2擊敗阿士東維拉贏得英格蘭足總青年盃。
2010年1月麥伊治蘭獲發一隊的「51」號球衣，並間中跟隨一隊操練。麥伊治蘭在3場季前熱身賽獲派上陣，並獲選入歐聯參賽名單內，2010年9月15日麥伊治蘭在歐聯分組賽作客對斯利納首次以後補身份為一隊上陣，於79分鐘入替班拿約，是首名於歐聯在1992年11月25日成立後才出生的球員參與競賽。9月23日麥伊治蘭在英格蘭聯賽盃對紐卡素作主場處子季，同樣以後補身份於下半場56分鐘入替沙洛文·卡勞；兩天後在作客0-1負於曼城首次在英超上陣。2011年7月30日，麥伊治蘭於2011年巴克萊亞洲錦標賽決賽開始半分鐘取得加入球會以來首個正式入球，協助車路士以2-0擊敗對手阿士東維拉，取得冠軍。
2012年1月17日麥伊治蘭獲借用到由前車路士預備隊教練執教的英超球會史雲斯，為期直至球季結束。
2012年8月20日，車路士宣佈麥伊治蘭將會借住英冠球會米杜士堡足球會，為期一年。
2019年9月27日，麥伊治蘭自由转会至英冠俱乐部伯明翰城，並签订了一份为期两年的合同。

### 國家隊
2007年10月11日，麥伊治蘭以14歲之齡首次代表英格蘭U16在的布隆菲尔德路球场上陣迎戰北愛爾蘭U16。
2009年獲提升上英格蘭U17並參賽在列支敦士登舉行的歐洲U-17足球錦標賽決賽週，於分組賽首仗3-1擊敗捷克U17，為球隊射入反超前2-1的入球；2010年5月30日決賽對西班牙U17，球隊先落後，憑麥伊治蘭開出角球由隊友頂入扳平1-1，最終英格蘭反勝2-1首次奪標。
賽後麥伊治蘭順利晉升到英格蘭U19，2010年10月16日在歐洲U-19足球錦標賽外圍賽首仗6-1大勝阿爾巴尼亞U19，麥伊治蘭先拔頭籌。
2010年11月11日，麥伊治蘭以17歲之齡獲英格蘭U21首次徵召備戰作客對德國U21的友誼賽，並於完場前獲派後補上陣。

## 榮譽
車路士
- 英格蘭足總青年盃冠軍：2010年

英格蘭國家隊
- 歐洲U-17足球錦標賽冠軍：2010年

## 外部連結
- 足球数据库：祖舒·麥伊治蘭的球员统计数据
- 英格蘭足總官網簡歷 （页面存档备份，存于）
- 車路士官方 麥伊治蘭檔案